# (8837) Londres
(8837) Londres, désignation internationale (8837) London, est un astéroïde de la ceinture principale.

## Description
(8837) Londres est un astéroïde de la ceinture principale. Il fut découvert par Eric Walter Elst le 7 octobre 1989 à l'ESO. Il présente une orbite caractérisée par un demi-grand axe de 2,22 UA, une excentricité de 0,122 et une inclinaison de 5,5° par rapport à l'écliptique.
Il fut nommé d'après la ville de Londres en anglais, capitale de l'Angleterre et du Royaume-Uni.

## Compléments